# 콘트라섹슈얼
콘트라섹슈얼(contra-sexual)이란 개념은 영국의 미래학 연구소에서 출발했다. 어원적으로 '반대의, 대조적인'이란 뜻을 가진 라틴어 '콘트라(contra)'와 '성(性)'이란 의미의 '섹슈얼(sexual)'이 합쳐진 조어로 원래의 의미는 '반대의 성' 정도로 해석된다. 하지만 미래학연구소는 이것을 '기존의 성 역할 및 관념에 반대되는 성향을 가진 여성 또는 그 성향'으로 풀이했다. 쉽게 설명하면, 결혼해서 남편을 내조하고 육아에 인생을 거는 것이 아니라 기존의 남성들처럼 사회적 성공과 고소득을 인생 화두로 삼는 여성들을 의미한다. 콘트라섹슈얼의 특징은 진정으로 사회에서 성공하고 많은 돈을 벌기를 바라는 것이며 나머지 것들은 그 뒤에 놓고 있다. 이들은 적어도 30대 중반까지는 결혼이나 아이에 대해 관심을 갖지 않고, 아무 조건 없는 섹스를 즐기고 싶어하지만, 섹스나 데이트를 인생에서 가장 중요한 것으로는 생각하지 않는다.

## 특징
콘트라섹슈얼은 대개 독립해서 혼자 사는 경우가 많다. 이 때문에 소득의 상당 부분을 자기 자신을 위해 지출해 구매력이 높다. 일을 열심히 하는 만큼 자신을 꾸미는 데도 소홀하지 않겠다는 이른바 두 마리 토끼를 노리는 유형으로, 자기계발에 적극적이며 유행에도 민감하다.

## 대중문화 속 대표적인 현상
미국의 섹스 앤 더 시티, 영국의 브리짓 존스의 일기, 한국의 싱글즈 등이 대표적이다. 이들의 공통점은 ‘30대 싱글 여성’들의 일과 사랑이야기를 현실감 있게 그려냈다는 것, 그리고 단순한 인기를 떠나, 20~30대 여성들에게 많은 공감과 열광적인 지지를 이끌어냈다는 것이다.
요즘 현실에는 드라마 또는 영화 속 주인공들 같은 노처녀들이 많다. 예쁘고 잘 나가는 전문직일수록 꽉 찬 나이에도 결혼을 하지 않은 대한민국 싱글 여성들은 여전히 사회 활동을 통한 자아실현과 결혼이라는 현실 속에서 큰 딜레마를 겪고 있다. 그들은 남성에 의지하지 않으며 자신의 삶은 스스로 개척해 나가려고 한다. 또한 거기서 오는 성취감이 가장 큰 기쁨이며, 이를 위해 체력관리와 자기관리에 열심이다.
극중 패션도 이에 걸맞게 도시적인 수트에 대담하고 화려한 액세서리가 매치된 세련된 의상이 대부분이다. 이러한 패션이 모든 콘트라섹슈얼 경향의 여성들의 내면적인 면까지 대변하는 것은 아니지만 대중적인 매체에서는 확연히 그러한 경향을 표출하기 위하여 대부분 그렇게 나타난다.

## 구체적 통계

### 대한민국
케이블.위성TV 여성 라이프스타일 채널 온스타일이 <싱글즈 인 서울 시즌 3 콘트라섹슈얼> 론칭을 앞두고 대한민국 20~30대 미혼여성 3217명을 대상으로 ‘콘트라섹슈얼 지수’를 묻는 설문조사를 실시한 결과, 대한민국 미혼여성 2명 중 1명은 자신이 콘트라섹슈얼이라고 생각하는 것으로 나타났다. 설문은 3월 23일부터 30일까지 온스타일 홈페이지(www.onstyletv.co.kr)에서 실시됐다.
- 결혼하지 않는 이유를 묻는 질문에서는 ‘지금하고 있는 일에 충실하기 위해서’가 40%로 1위를 자치해 ‘콘트라섹슈얼’ 현상을 뒷받침했다. 뿐만 아니라 사회생활을 하는데 가장 큰 애로사항을 묻는 문항에서도 34%의 미혼여성이 결혼 및 양육 문제를 첫 번째로 꼽아 한국사회에서 일을 하고자 하는 여성에게 결혼과 출산이 만만치 않은 문제임을 드러냈다.
- ‘애인이 사회생활을 반대할 경우 일과 사랑 중 어느 것을 택할 것인가?’란 질문에서는 63.4%가 ‘일을 선택한다’고 대답해 젊은 여성이 사회적 성공과 부(副)를 인생의 큰 가치로 여기고 있는 것으로 나타났다.
- 사회생활을 언제까지 할 생각인지를 묻는 질문에서도 전체 응답자의 51.8%가 50대 이상이라고 대답했다. 성취할 수 있다고 생각하는 직장 내 지위도 대리, 과장, 부장, 이사 등은 15% 내외로 비슷한 분포를 보이는 반면 36.8% 이상이 CEO가 될 수 있다고 대답했으며,‘승진을 조건으로 해외지사에 장기발령이 났을 때 애인 혹은 가족을 포기하고 떠날 수 있나?’라는 질문에도 72.4%가 ‘예’라고 대답해 사회적 성공에 대한 욕심이 남성 못지않은 것으로 나타났다.[3]

## 현실 속 콘트라섹슈얼 양상
- '마이케 렌쉬-베르그너'의 책 『나를 사랑하고 남자를 즐겨라』에서는 일과 사랑, 모두에서 성공하는 능력있고 섹시한 콘트라섹슈얼에게 나쁜 여우로 진화하자고 설파한다. 나아가 여성의 자의식을 강화시켜 주고 마음속 깊이 만족하는 삶을 살게 해 줄 '나쁜여우의 7원칙'을 제시한다.[4]

1. 백마 탄 왕자를 기다리지 마라. 스스로 왕국을 지으면 어떤 남자를 데려와도 왕자가 된다.
2. 즐겁게 사는 데 죄의식을 갖지 말고, 즐겁게 지낼 수 있는 방법을 찾아라. 그렇게 얻은 활력으로 더욱 아름답고 매혹적인 여우가 될 수 있다.
3. 강한 여자가 되기 위해선 우선 스스로를 제대로 조절해야 한다. 나약한 여자가 아닌 강력한 메시지를 지닌 여자, 일을 즐길 줄 알고 선택할 줄 아는 여자, 갖고 싶은 걸 갖는 여자가 되자.
4. 언제 어디서든 전략적으로 행동하라. 비밀스럽고 예측 불가능한 여우가 되라. 남자들의 갈망과 호기심을 마음껏 조롱하고 최대한 이용하라.
5. 완벽주의를 버리고 자기를 계발할 수 있는 새로운 방법을 시도하라. 완벽해지려고 스스로에게 제동을 걸거나 에너지를 소모하지 말아야 한다.
6. 남자를 무조건 내버리지 말고 현명하게 다스리는 법을 터득하라. 모든 일을 혼자 처리할 줄 아는 독립적인 여자도 연애는 결국 남자와 해야 하기 때문이다.
7. 우리 사회에서 능력 있고 섹시한 여우는 더 이상 낯선 존재가 아니다. 일에서 주목받았다면 남자에게도 주목받아라. 일과 사랑을 모두 가져야 진짜 프로다.

- 이러한 7원칙은 섹스나 데이트를 인생에 가장 중요한 것으로 생각하지는 않는다는 콘트라섹슈얼의 기본 특징과 다소 충돌하는 듯 보일수도 있겠으나, '성 역할 및 관념에 반대되는 성향을 가진 여성 또는 그 성향'이라는 콘트라섹슈얼의 근원적인 의미를 바탕으로 생각해본다면, 우리 현실 속에서 나타나고 있는 새로운 여성상을 충분히 반영하고 있는 원칙들이라고 볼 수 있다.

## 콘트라섹슈얼 현상의 한계
콘트라섹슈얼 여성에 대한 노파심을 담아낸 동아일보 2005년 2월 2일자 함인희 씨(이화여대 교수·사회학)의 칼럼은 주목할 만하다. 함인희 교수는 여성 10명 중 3명이 "가족보다 경력이 중요한 만큼 결혼의 필요성을 강하게 느끼지 않는다"고 답했다고 한 보건사회연구원 조사에 근거로 서구에서 뿐 아니라 한국 사회에서도 콘트라섹슈얼 현상의 맹아가 발견된다고 판단했다. 하지만 냉정히 고려해 봤을 때, 콘트라 섹슈얼의 등장이 표피적 수준에 머무른 것일 가능성을 배제하기 어렵다는 점을 짚었다. 아직까지 최고위직 여성의 수가 희소하고 소득순위의 차상 계층에 속하는 사람들이 대부분 남성이라는 점에서 그랬다. 이런 상황에서, 장밋빛 청사진 이면에 점차 정교하게 여성을 차별하는 방식이 존재할 수 있다는 점을 20대 콘트라 섹슈얼이 주목해야 한다고 말했다. 여러 매스컴이나 각종 서적들을 통해 콘트라섹슈얼 여성을 강조하고 있지만, 그 이면에 '미묘한' 혹은 '은밀한' 차별이 계속되고 있을 수 있다는 것이다. 예를 들면, 일을 결혼에 앞세우는 여성에겐 ‘남편은 여자하기 나름’이라며 결혼 압력이 줄기차게 가해지고, 자녀 대신 성공을 선택한 여성에겐 '이기적이며 냉혹하다'는 사회적 낙인이 덧붙는 현실이 그렇다. 이런 점에서 마냥 새로운 여성상으로서의 메트로섹슈얼을 추앙하기만 해서는 안될것이라는 한계점을 생각해 볼 수 있겠다.

## 같이 보기
- 메트로섹슈얼